# 何智豪
何智豪（1981年2月20日—），香港滑浪風帆運動員，妻子陳慧琪亦是滑浪風帆香港代表。何智豪曾參加過兩屆奧運，在2006年多哈亞運的男子滑浪風帆米氏板重量級中得到一面銀牌。
何智豪出身於風帆世家，父親何德明是香港八十年代風帆名將，叔叔何德洪曾奪得香港滑浪風帆公開賽重量級冠軍，曾於1988年代表香港參加漢城奧運，與黃德森份屬同期師兄弟。何智豪與其妻陳慧琪同於赤柱馬坑村木屋區成長，1987年畢業於聖德蘭幼稚園下午校，繼而入讀及畢業於聖德蘭學校。他於1999年世界青年帆船錦標賽勇奪冠軍後，開始嶄露頭角。
2002年釜山亞運，於男子滑浪風帆賽獲得第4名。
2006年多哈亞運，於男子米氏板重量級比賽，不敵中國選手姚欣浩，獲得一面銀牌。
何智豪曾經參加過2000年及2004年兩屆奧運會，2008年於奧運選拔賽不敵陳敬然，無緣第三次出席奧運。
2008年10月，在印尼舉行亞洲風帆錦標賽，勇奪男子組冠軍。
2009年12月，在汕頭舉行的亞洲風帆錦標賽男子RS：X組，不敵隊友陳敬然，屈居亞軍。
何智豪曾於2003年及2007年，先後兩次當選香港傑出運動員
。

## 主要成績
- 1999年 世界青年帆船賽 冠軍
- 2001年 亞洲錦標賽 米氏板輕量級亞軍
- 2006年 多哈亞運米氏板重量級 銀牌
- 2006年 亞洲錦標賽 米氏板重量級冠軍
- 2008年 亞洲錦標賽 冠軍
- 2009年 亞洲錦標賽 亞軍

## 榮譽
- 香港特區政府嘉獎

行政長官社區服務獎狀（2007年）
- 香港傑出運動員選舉

「香港傑出運動員」（2003年、2007年 - 共2次當選）